# 村山摩衣
村山 摩衣（むらやま まい、11月21日 - ）は、日本の女性声優。福岡県出身。身長145cm、血液型はO型。以前はオフィスもり、合同会社 Wonder Space所属に所属していた。

## 出演作品
※ 太字は主役・メインキャラクター

### アニメ
- 美人がこっそりやってる美容の秘密（カオル）

### 吹き替え
- Mr.ROBOT（ｱﾏｿﾞﾝﾌﾟﾗｲﾑ）

### ナレーション
- テルモ

### ラジオ
- もりもりラジオ（インターネットラジオ、初代アシスタント）
- 小倉友樹と鎌田美沙紀の2人は見切り発車、オーライ！（東京ネットラジオ、ゲスト）
- ぽかぽかふるおか村（東京ネットラジオ）

### ボイスオーバー
- Mr.サンデー

### 舞台
- サヨナラ、メリークリスマス　〜聖夜に奇跡は起こらない〜（ハナゾノミカ）

### その他
- 事例で学ぶNetモラル